# Chashma
Pour l’article ayant un titre homophone, voir Chasma.

Chashma (Persan: چشمہ) est une ville pakistanaise du Pendjab, située dans le district de Mianwali près de la ville de Kundian

## Description
Chashma est connu pour son barrage construit sur l’Indus ainsi que les nombreux établissements du Commissariat à l'Énergie atomique, dont une unité de deux réacteurs nucléaires de 300 MW formant la centrale nucléaire de Chashma (CHASNUPP).